# پایونیر کورپوریشن
پایونیر کورپوریشن (به ژاپنی: パイオニア株式会社) یک شرکت چندملیتی ژاپنی متخصص در طراحی و ساخت انواع محصولات چندرسانه‌ای دیجیتال می‌باشد. این شرکت توسط نوزومو ماتسوموتو در سال ۱۹۳۸ و به عنوان یک تعمیرگاه رادیو و بلندگو در شهر توکیو، ژاپن تأسیس شد. مدیرعامل کنونی پایونیر؛ سوسیومو کوتانی است.
پایونیر تابه‌حال نقش‌های برجسته‌ای در ساخت یا توسعه تلویزیون‌های کابلی، دیسک‌های لیزری، نخستین نسل دی‌وی‌دی، دی‌وی‌دی پلیرهای مخصوص خودرو، سوپرتیونرها، نمایشگرهای پلاسما و نمایشگرهای پلاسما ارگانیک داشته‌است.
این شرکت یکی از بزرگترین تولیدکنندگان دیسک‌های نوری، صفحه‌های نمایش و محصولات نرم‌افزاری در جهان می‌باشد. شارپ مالک ۱۴٪ درصد از سهام پایونیر بود، که در سال ۲۰۰۷ سهام آن به ۹٪ درصد کاهش یافت. شرکت شارپ، کماکان بزرگترین سهام‌دار پایونیر است. شرکت هوندا نیز ۴٪ درصد از سهام پایونیر را در اختیار دارد.